# 凯塔·巴尔德·迪奥
凯塔·巴尔德·迪奥（法語：Keita Baldé Diao；1995年3月8日—），简称凯塔，是一名塞内加尔足球运动员，司职前锋，現效力於意甲球隊蒙沙。他也是法国公民。

## 俱乐部生涯
凯塔出生于西班牙加泰罗尼亚阿尔武希耶斯的一个塞内加尔移民家庭，2004年进入巴塞罗那青训体系。2010年，凯塔跟随巴塞罗那少年队前往卡塔尔参加一项足球赛事，在赛事期间恶作剧将冰块放在队友的被窝中。虽然凯塔被认为是一名很有潜力的球员，但巴塞罗那还是惩罚性地将他租借到卫星球队科尔内利亚一年。一年后，凯塔拒绝了回归巴塞罗那的机会，并引来皇家马德里和曼联的注意。
2011年夏季，意大利足球甲级联赛球队拉齐奥以30万欧元的价格买入凯塔。由于未获得西班牙国籍和欧盟护照，凯塔在加盟拉齐奥的第一个赛季无法在正式青年比赛中出场，不过他在一些非官方的青年杯赛有出色的表现。2013年夏季，凯塔进入拉齐奥一线队。9月15日，他在拉齐奥3比0击败切沃的比赛中替补卡万达出场，上演意甲联赛首秀。11月10日，他射进个人的首个职业联赛进球，帮助拉齐奥1比1战平帕尔马。

## 榮譽

### 國家隊
塞内加尔
- 非洲國家盃冠軍：2021
- 非洲國家盃亞軍：2019